# Silencio (novela)
Silencio (沈黙 Chinmoku?) es una novela de Japón de 1966 de ficción histórica escrita por Shūsaku Endō. Es la historia de un misionero jesuita enviado a Japón en el siglo XVII, que sufrió persecución en la época de los Kakure Kirishitan («cristianos ocultos») que siguió a la derrota de la rebelión de Shimabara en 1637. Ganó el Premio Tanizaki, por lo que se la llamó el «logro supremo de Endō» y «una de las mejores novelas del siglo XX».  Escrita en parte en forma de una carta de su personaje central, el tema de un Dios silencioso que acompaña a un creyente en la adversidad fue muy influenciado por la experiencia católica de Endō de la discriminación religiosa en Japón, el racismo en Francia y la debilitante tuberculosis.

## Argumento
Un joven jesuita portugués, Sebastião Rodrigues (basado en el personaje histórico Giuseppe Chiara), es enviado a Japón para socorrer a la Iglesia local e investigar las denuncias de que su mentor, el padre Cristóvão Ferreira, ha cometido apostasía. (Ferreira es una figura histórica, que apostató después de ser torturado y más tarde se casó con una japonesa y escribió un tratado contra el cristianismo).
El padre Rodrigues y su compañero, el padre Francisco Garrupe, llegan a Japón en 1638. Allí se encuentra con la población cristiana local en la clandestinidad. Los funcionarios de seguridad obligan a los que se sospechan de ser cristianos a pisotear el fumie, que eran imágenes de Cristo y la Virgen María toscamente talladas. Los que se niegan son encarcelados y asesinados por anazuri (穴吊り), colgando boca abajo sobre un pozo y poco a poco van sangrando. Aquellos cristianos que pisan la imagen para permanecer ocultos están profundamente avergonzados por su acto de apostasía. La novela relata las tribulaciones de los cristianos y la creciente penuria sufrida por Rodrigues, que aprende más sobre las circunstancias de la apostasía de Ferreira. Por último, Rodrigues es traicionado por el Judas Kichijiro. En el clímax, cuando Rodrigues pisa un fumie, Cristo rompe su silencio:
Sin embargo, el rostro era diferente de aquel en que el sacerdote había mirado tantas veces en Portugal, en Roma, en Goa y en Macao. No fue Cristo cuyo rostro estaba lleno de majestad y gloria, tampoco era un rostro embellecido por la resistencia al dolor, ni tampoco era una cara con la fuerza de una voluntad que se ha rechazado la tentación. El rostro del hombre que luego quedó a sus pies [en el fumie] fue hundido y totalmente agotado... La tristeza que había mirado hacia él [Rodrigues] como los ojos hablaban suplicante: '¡Pisotea! ¡Pisotea! Cabe pisotearla por lo que estoy aquí'.

## Recepción
Silencio recibió el Premio Tanizaki a la mejor literatura del año. También ha sido objeto de un amplio análisis. William Cavanaugh se refiere a la novela como de una "ambigüedad moral profunda», debido a la representación de un Dios que «ha optado por no eliminar el sufrimiento, sino a sufrir con la humanidad».
Endō, en su libro Una vida de Jesús, afirma que la cultura japonesa se identifica con «uno que sufre con nosotros» y que «permite nuestra debilidad», y así: «Con este hecho siempre en mente, he intentado no tanto representar a Dios en la imagen paterna que tiende a caracterizar el cristianismo, sino más bien representar el aspecto maternal de buen corazón de Dios que nos revela en la personalidad de Jesús».

## Adaptaciones
- Masahiro Shinoda dirigió la película de 1971 Chinmoku, una adaptación de la novela.[9]
- Fue adaptado por João Mário Grilo en la película Os Olhos da Ásia en 1996.[10]
- El compositor y poeta Teizo Matsumura escribió el libreto y la música para una ópera con el mismo título, que se estrenó en el Nuevo Teatro Nacional de Tokio en 2000.[11]
- La novela inspiró la Sinfonía No. 3 Silencio, compuesta en 2002 por el músico escocés James MacMillan.[12]
- En noviembre de 2016 se estrenó la película Silencio, dirigida por Martin Scorsese y escrita por Jay Cocks. El reparto incluye a Andrew Garfield, Adam Driver, Liam Neeson, Tadanobu Asano y Ciarán Hinds.[13]